# Megarcys yosemite
Megarcys yosemite är en bäcksländeart som först beskrevs av James George Needham och Peter Walter Claassen 1925.  Megarcys yosemite ingår i släktet Megarcys och familjen rovbäcksländor. Inga underarter finns listade i Catalogue of Life.